# Пчела на Франклин
Пчелата на Франклин (Bombus franklini) е вид насекомо от семейство Същински пчели (Apidae). Видът е критично застрашен от изчезване.

## Разпространение
Видът е разпространен в Южен Орегон и Северна Калифорния. За последно е видян през 2006 г.